# Trevor Griffiths
Pour les articles homonymes, voir Griffiths.
Trevor Grifﬁths, né le 4 avril 1935 à Ancoats (Manchester) et mort le 29 mars 2024, est un dramaturge britannique.

## Biographie

### Débuts
Trevor Griffiths fit tout son primaire et secondaire dans des écoles catholiques avant de rejoindre l'Université de Manchester. Il s'intéresse au football professionnel, devient professeur et participe à la rédaction d'un journal travailliste. Lassé par le journalisme politique, il se lance dans l'écriture, d'abord pour la BBC, entre 1964 et 1970. Son enthousiasme pour les événements de Mai 68, le conduit à écrire Occupations, une pièce qui évoque Gramsci et l'occupation des usines Fiat dans les années 1920.
Ses pièces attirent l'attention de Kenneth Tynan et du National Theatre. Il écrit The Party, une pièce où il critique la gauche révolutionnaire britannique (avec Laurence Olivier dans son dernier rôle au National, dans le personnage d'un trotskiste John Tagg de Glaswegian). La pièce fut un échec pour la critique. Mais Trevor Griffiths persiste à croire qu'il faut essayer d'employer des formes populaires comme véhicule pour des idées politiques radicales (il appelle cela « pénétration stratégique »), et ceci l'a naturellement amené à considérer la télévision comme meilleur medium pour communiquer avec un public plus large.

### Des pièces pour la BBC et des scénarios pour le cinéma
De là commence une série de pièces brillantes pour la télévision comme All Good Men (pièce pour la BBC, en 1974) et Absolute Beginners (la même année), qui a rapidement établi la capacité de Trevor Griffiths à dramatiser les conflits idéologiques, avec une critique dévastatrice du pouvoir politique. Il développe cette capacité avec Bill Brand (ITV, 1976) série qui représente sans doute le sommet de sa technique dialectique.
Quelques-unes de ses pièces seront jouées, comme Comedians (1975), à Broadway. Sa réputation est alors telle que Warren Beatty lui demande d'écrire un scénario pour son projet de film sur John Reed qui donnera le film récompensé par un Oscar, Reds, en 1981. Il écrira aussi le scénario de Fatherland pour Ken Loach, sorti en 1986.
Il obtient un autre succès avec sa traduction de la pièce de Tchékov, La Cerisaie (The Cherry Orchard) et Oi! for England (ITV, 1982). Dans une autre pièce, Country (BBC, 1981), il commence une analyse politique du conservatisme aristocratique britannique.

### La période Thatcher
La période Thatcher lui laisse moins d'opportunités à la BBC et Trevor Griffiths retrouve le théâtre, avec de multiples pièces qui connaissent des succès commerciaux et critiques divers. Il est critiqué pour ses engagements à l'extrême-gauche, ses idées marxistes et la présence constante de la lutte des classes dans ses pièces. Mais Griffiths a un sens dramatique certain et une capacité à construire des dialogues percutants.
En 1997, une pièce Food for Ravens est commandée par la BBC pour le 100e anniversaire de la naissance d'Aneurin Bevan, un travailliste gallois, à l'origine de la Sécurité sociale britannique ; mais la BBC décide de ne pas diffuser la pièce sur les ondes nationales, restreignant la diffusion au seul Pays de Galles. Une campagne de presse lancée par l'auteur et Brian Cox amène la BBC à finalement diffuser la pièce sur BBC Two.

### Une éclipse
Malgré ses succès importants par le passé, la carrière de Trevor Griffiths connait ensuite une éclipse, liés à des changements de l'état d'esprit politique en Grande-Bretagne.
En novembre 2008, Trevor Griffiths participe à un débat sur « les écrivains et la Révolution » sur le World Socialist Web Site. Il est membre du comité de parrainage du Tribunal Russell sur la Palestine dont le début des travaux a été présenté le 4 mars 2009.

### Mort
Trevor Griffiths meurt le 29 mars 2024 à l'âge de 88 ans.